# Jan-Ingwer Callsen-Bracker
Jan-Ingwer Callsen-Bracker (Schleswig, 23 de setembro de 1984) é um futebolista profissional alemão que atua como defensor.

## Carreira
Jan-Ingwer Callsen-Bracker começou a carreira no Bayer Leverkusen.